# 中文打字機

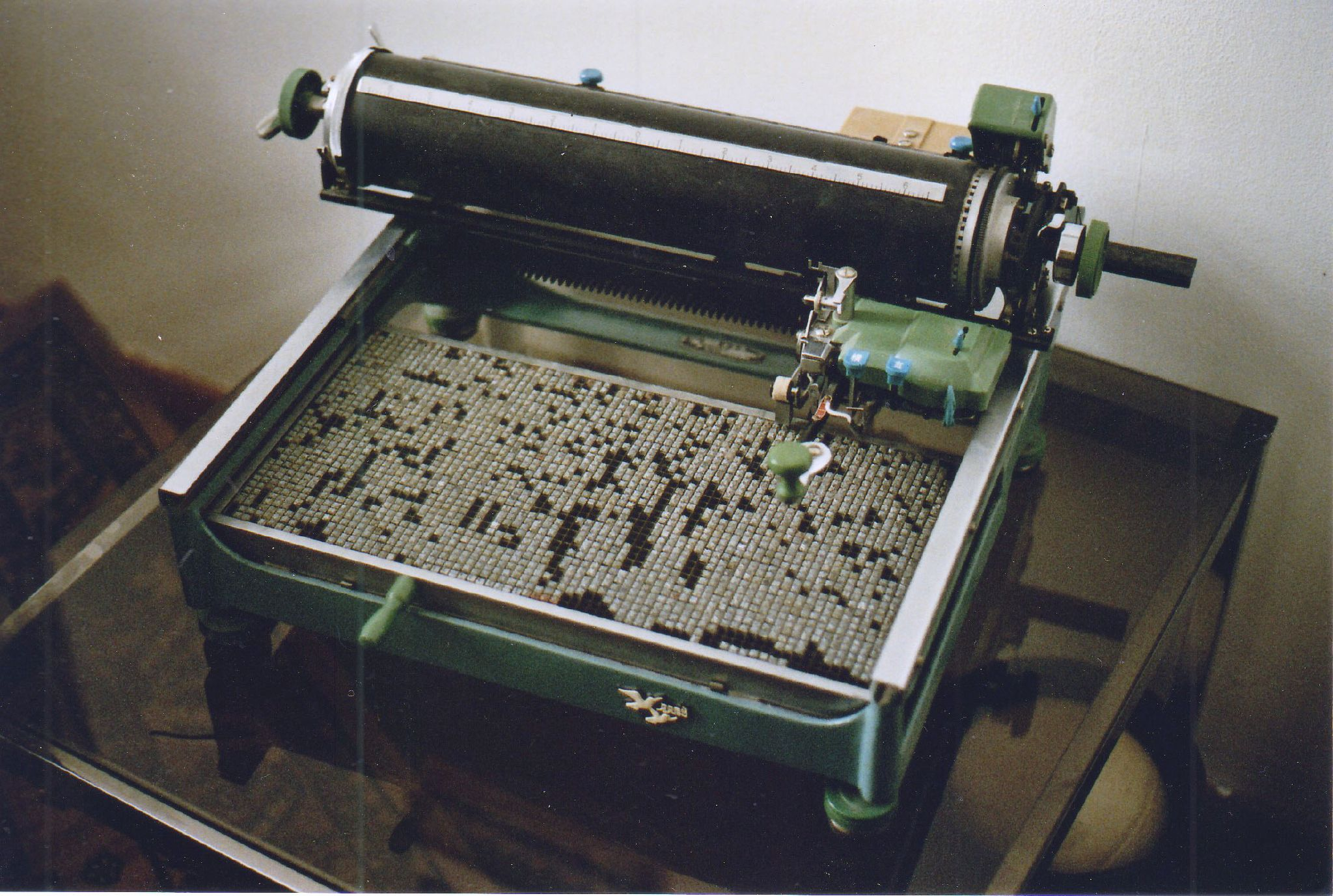
一台1970年代的双鸽牌机械中文打字机

中文打字机是指可以输出汉字的打字机。由於汉字是语素文字，因此和其它使用拼音文字的语言相比需要更复杂特殊的设计。在使用汉字的日本，也有出现与之类似的和文打字机（ Wabun taipuraitā）。

## 机械打字机

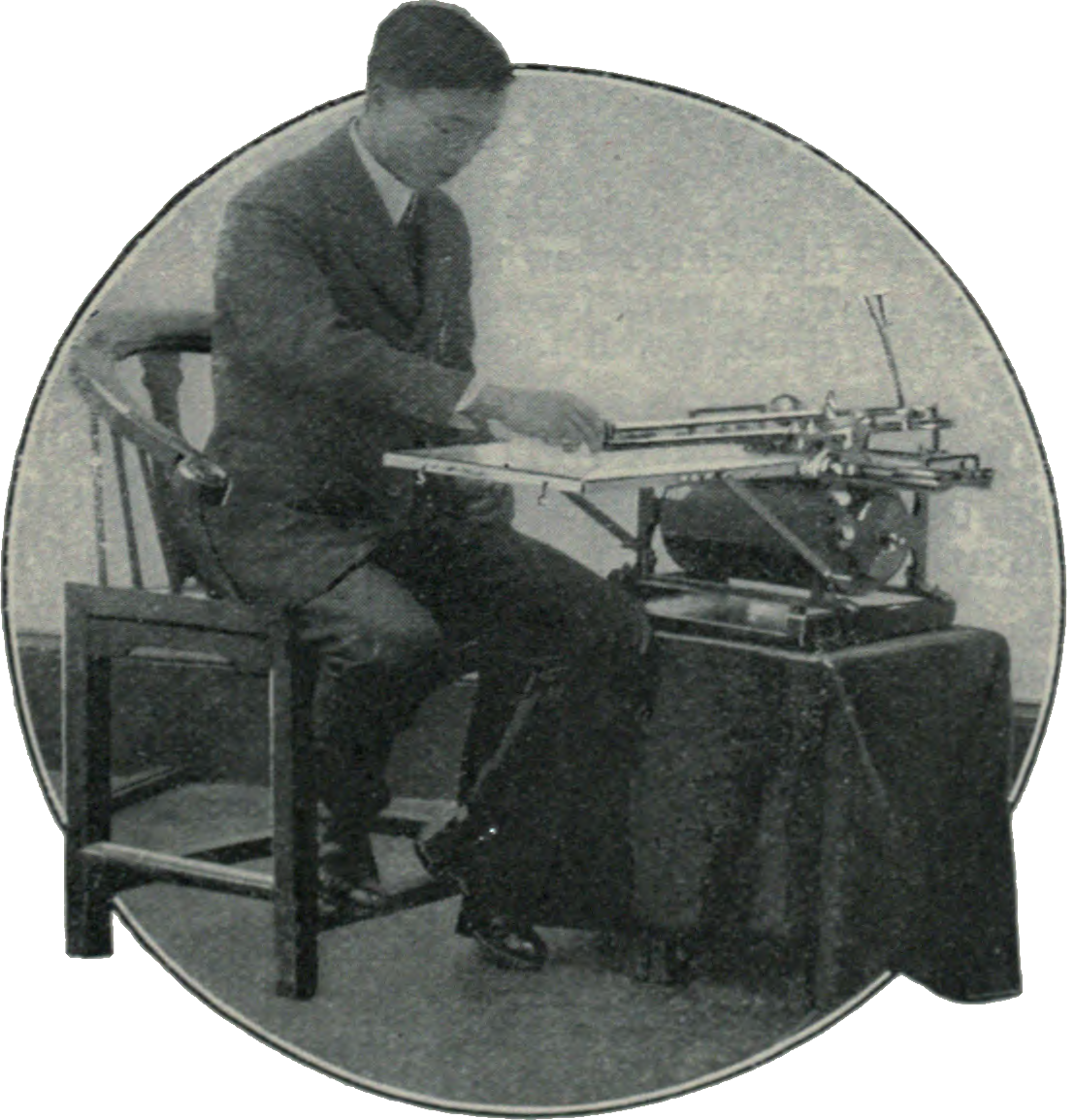
周厚坤与他的中文打字机。周厚坤被誉为中文打字机之父

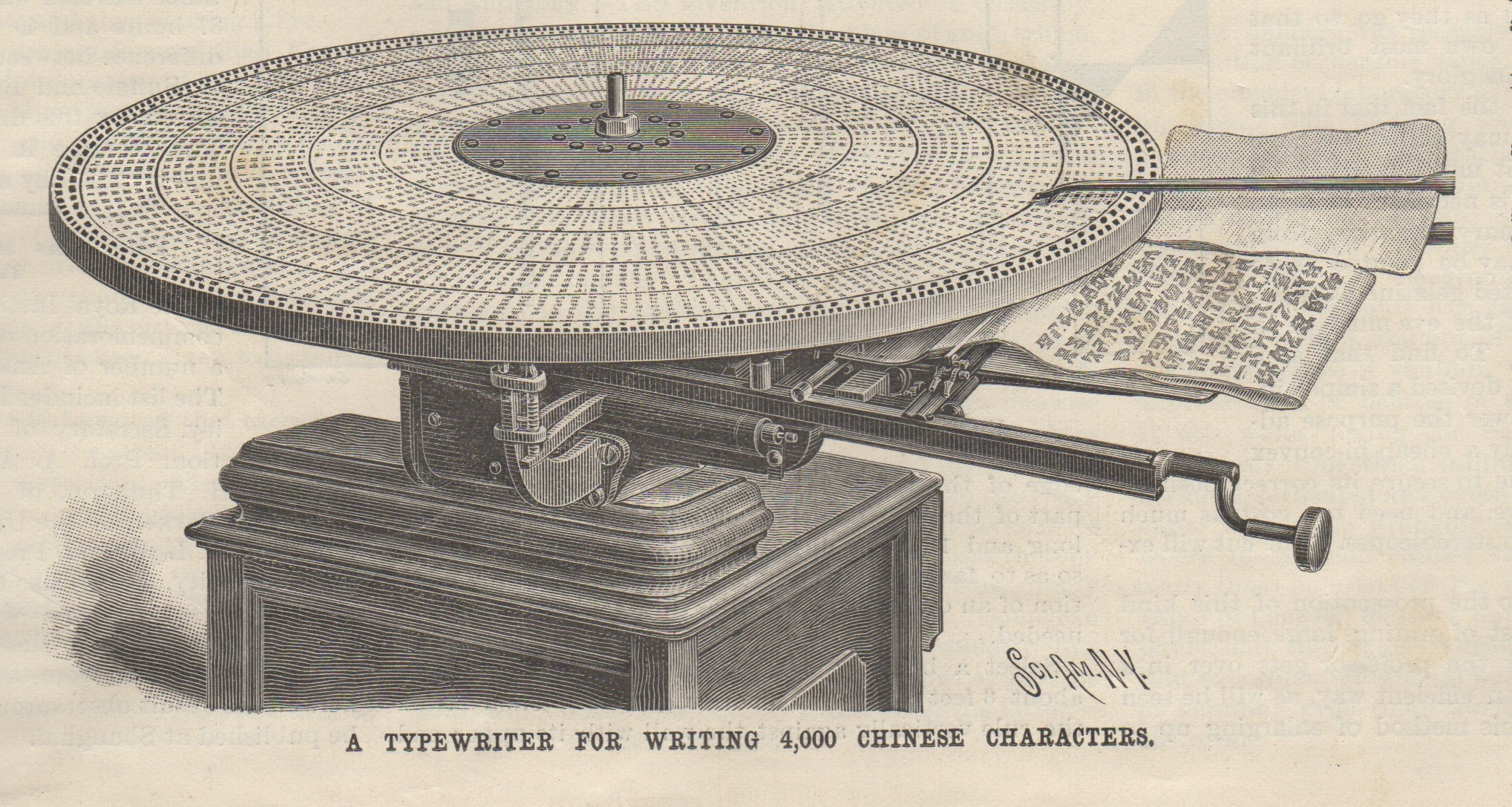
谢卫楼的中文打字机

1899年，杂志科学美国人报导了一台由通州潞河书院（今北京市通州区潞河中学）院长，美国传教士谢卫楼（Devello Z. Sheffield）所发明的中文打字机，是中文打字机最早的纪录。
1912年（部分记录称1916年），留美上海工程师周厚坤发明了一种中文打字机。这是一种索引式打字机，先在索字盘搜索要输入的字，然后再通過字模输入。索字盘上的汉字根据部首和笔划排列，字模则放在长16英寸，直徑6英寸的滚筒上，收字约四到五千字（不同文献记载有差异）。最初的设计重达40磅（约18公斤）。
|                                                               | 麻省工业大学周厚坤君，新发明一中文打字机，郑君请其来会讲演。图式如下。 其法以最常用之字（约五千）铸于圆筒上，依部首及画数排好。机上有铜版可上下左右推行，觅得所需之字，则铜版可推至字上。版上安纸，纸上有墨带。另有小椎，一击则字印纸上矣。其法甚新，惟觅字颇费时。然西文之字，长短不一，长者须按十余次，始得一字。今惟觅字费时，既得字，则一按已足矣。 |
| ——胡适，《新青年》卷三第一号（1917年3月）“藏晖室劄记（续前号） | |

周厚坤1916年回国后，进入上海商务印书馆工作，试作了自己发明的中文打字机，不过仍不够完善，难以投入生产。生产计划在1917年初陷入停滞，据张元济日记，当时周打算到美国考察当地打字机的制造，回国后提出进一步的改良方案，但出於成本考量被张元济拒绝了，最后周厚坤与商务印书馆结束了合作。:166-167
后来，商务印书馆也有继续中文打字机的研究，在1918年开设了中文打字机课程。:1671919年，舒震东在周厚坤打字机的基础上，开发了“舒式华文打字机”，后来又改良为“改良舒式华文打字机”。舒式打字机将字模改为活字，活字字盘连结着指字针，索字盘在前方。使用时一手以指字针（在索字盘上）指向欲打的字，另一手用操纵杆将字输出，另有“退格”键和“空格”键。舒式打字机会附有镊子和额外的活字，供使用者依需求修改字盘。
1915年，祁暄申请了一个中文打字机专利，採用索引式打字机设计，此设计还渉及了动态组字的概念。胡适在“藏晖室札记”也有提及，但他似乎误以为这是键盘式打字机。同年，杉本京太发明了和文打字机，也採用索引式打字机设计。在隔年申请专利。

### “万能”牌与“双鸽”牌打字机
20世纪20年代，日本开始进入中国的中文打字机市埸。日本打字机公司（ Nihon taipuraitā kabushikigaisha，今佳能半导体设备公司）於第二次中日战争期间於中国推出“万能”打字机，将索字盘和活字盘整合在一起（这也使打字员需要看着镜像的字检字），后来被许多打字机模仿，成为事实标准。中国共產党執政后，上海计算机打字机厂在万能的基础上推出了“飞鱼”牌和“双鸽”牌打字机。“双鸽”在后来的中国十分普及。

## 机电打字机

### 明快

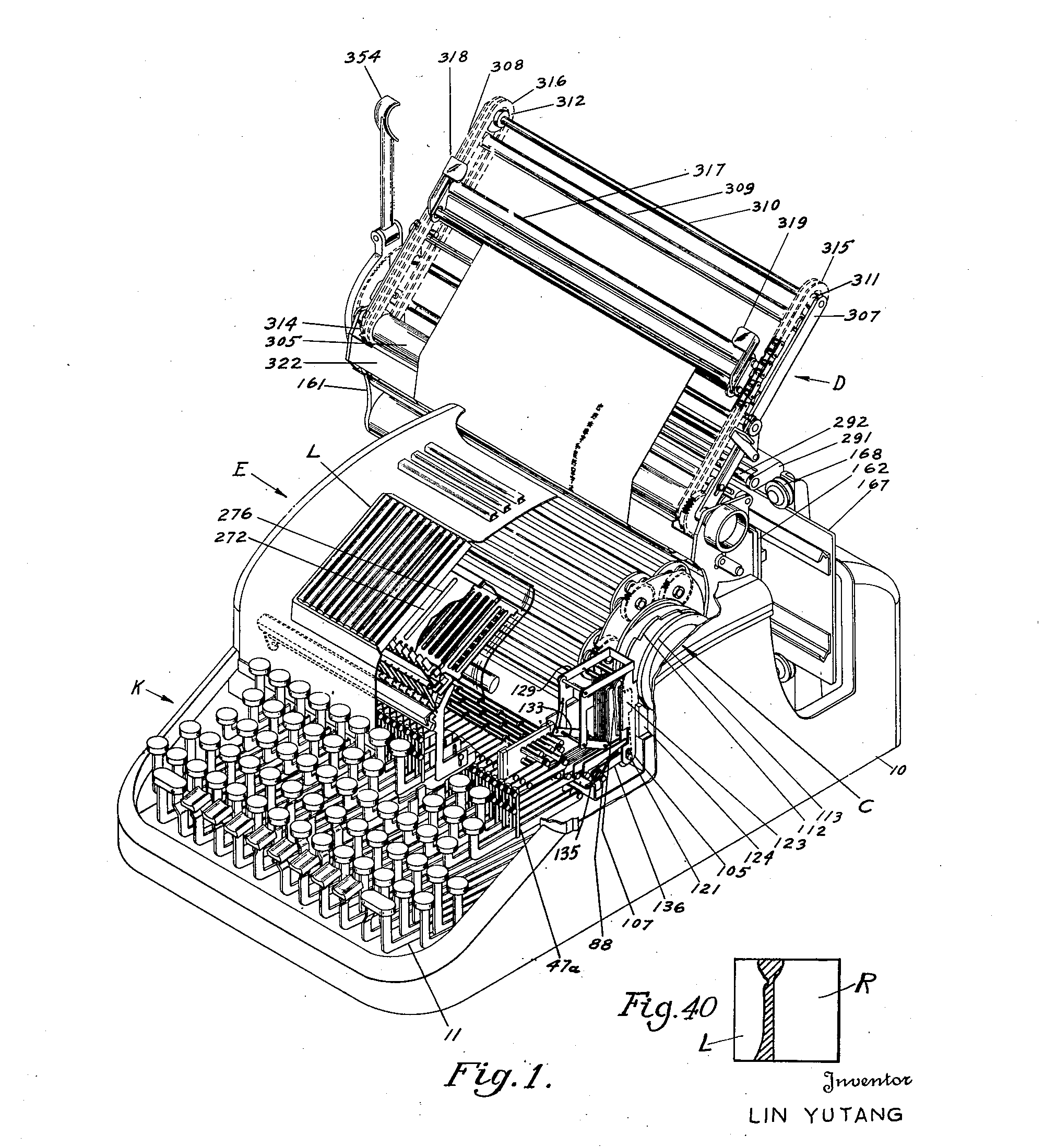
明快打字机专利图

“明快”是由林语堂设计的机电打字机，委讬Carl E. Krum公司制作了原形机。Carl E. Krum公司是一家小型工程设计咨询公司，在纽约设有办事处。
明快打字机的大小是1940年代传统办公打字机的大小。尺寸为36厘米×46厘米×23厘米（14.2英寸×18.1英寸×9.1英寸），字模放在多层滚筒上，键盘上方装有一个“魔术眼”。使用方法类似於今天的字形输入法，先根据上下形键入兩个字根，此时魔术眼裡会出现8个候选字，通過最下排的数字键选择並输入。明快打字机的“上下形检字法”也被用在《林语堂当代汉英词典》中。
明快最终沒有量产。据林语堂的女儿林太乙说，那天她向雷明顿打字机公司的高管们演示这台机器时发生了故障。尽管他们排除了故障，並在第二天进行了新闻发布会，但仍然沒有获得量产的机会。林语堂因为研制明快打字机而几乎破产。
2025年，明快打字機的原型機於美國紐約州一處地下室被發現，後由史丹佛大學圖書館購得。

### IBM
“电华打字机”是由高仲芹发明，IBM开发出品的机电打字机，使用数字键盘输入编码，收录5400字。电华打字机出现在一部1947年的教学纪录片中，由Lois Lew示范，Lois Lew也参与了多个海报、说明书的拍攝。该纪录片宣称此前中国人沒有自己的打字机，并朗读了一段由该机器输出的中文。

## 影响

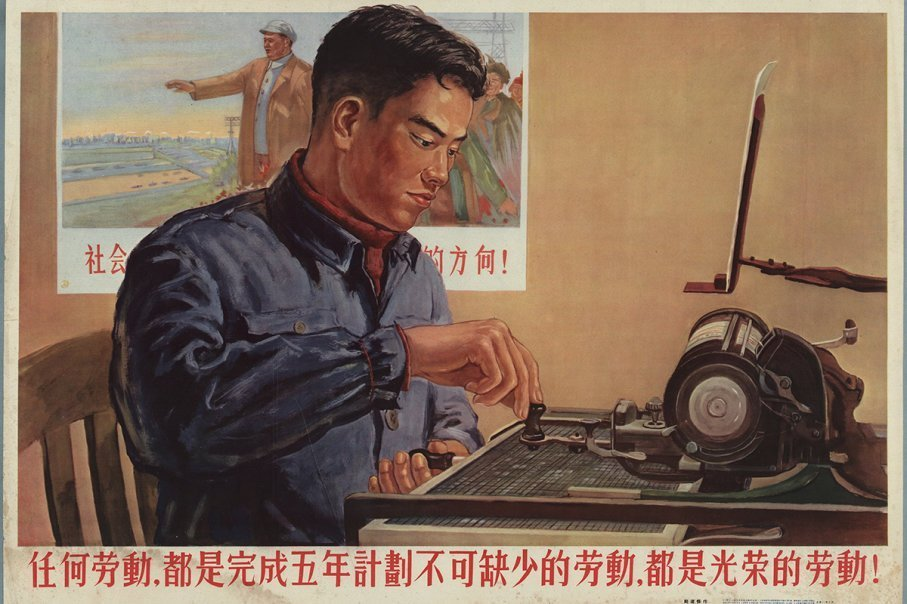
一张出现中文打字员的政宣海报

从抗日战爭到文革时期，中文打字机在政治宣传中起到重要作用，被广泛用於制作传单和小冊子。中文打字机也在中国的办公单位成为标准配备。
斯坦福大学教授墨磊宁（Thomas S. Mullaney）认为，1960到1970年代间中文打字机的发展，很可能大幅影响了现代计算机的文字處理技术，甚至影响了计算机本身。在1950年代，中文打字员会重新排列中文打字机字盘的佈局，将可以组成词的汉字放在相近的位置，以減少在字之间移动的距离，墨磊宁认为这种作法和现代输入法中广泛採用的自动完成功能类似。通過重排字盘，打字员的打字速度可以增加三倍以上。
在西方，“中文打字机”一直被當作是落后、荒诞、過份复杂的代名词。早期出现過许多讽刺漫画，近代一个有名的例子是MC Hammer在U Can't touch this音乐视频中的“中文打字机之舞”，该舞以夸张、快节奏的舞步，模仿一个人在超大、超复杂的打字机上工作。另一个着名的例子是辛普森一家中，莉萨操作中文打字机的场景。
在中文打字机发展晚期（另見中文输入法），也有电子打字机投入市场。1984年，工程师万润南在中关村成立了四通新型产业公司，贩售四通打字机，四通与阿尔卑斯电气、兄弟工业、三井物产等公司合作。最后一批四通打字机是在1991年左右生产的。

### 专利
林语堂, Chinese typewriter: 美国专利 2613795 A .1952-10-14
祁暄，Apparatus For Writing Chinese: 美国专利 1260753 A .1918-03-26
杉本京太, Type-writer: 美国专利 1245633 A .1917-11-06